# René Waldeck-Rousseau (zoon)

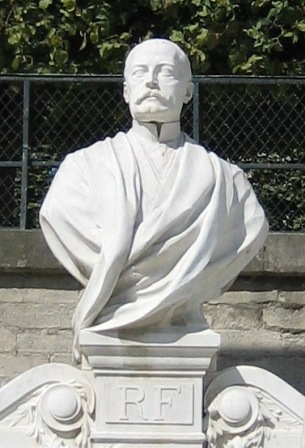
Buste van René Waldeck-Rousseau

Pierre Marie René Ernest Waldeck-Rousseau (Nantes, 2 december 1846 – Corbeil, 10 augustus 1904) was een Frans republikeins politicus.

## Biografie

### Achtergrond, opleiding en vroege carrière
René Waldeck-Rousseau was de zoon van René Waldeck-Rousseau (1809-1882). Hij was een liberaal politicus.
René Waldeck-Rousseau had een slecht gezichtsvermogen en het eerste onderwijs dat hij genoot was dan ook mondeling. Dankzij zijn inspanningen kon hij rechten studeren in Poitiers en Parijs. In januari 1869 studeerde hij af. Net als zijn vader was Waldeck-Rousseau een overtuigd republikein en een geziene gast op de vergaderingen van republikeinse clubs. Jules Grévy, een vooraanstaand republikein en later president van de republiek, ondersteunde zijn toelating tot de balie van Parijs, die echter dusdanig lang op zich lieten wachten, dat hij naar Saint-Nazaire vertrok en lid werd van de balie aldaar (1870). In september 1870, tijdens de Frans-Duitse Oorlog, werd hij tot secretaris van de commissie van gemeenteraad gekozen en belast met de dagelijkse leiding van Saint-Nazaire. Waldeck-Rousseau organiseerde de verdediging van Saint-Nazaire, maar hij en z'n mannen konden door gebrek aan ammunitie niets uithalen.
René Waldeck-Rousseau vestigde zich in 1873 als advocaat in Rennes. In 1879 werd hij voor de Union Républicaine (UR, Republikeinse Unie) in de Kamer van Afgevaardigden (Chambre des Députés) gekozen. Tot 1885 bleef hij Kamerlid en tijdens zijn Kamerlidmaatschap vertegenwoordigde hij de belangen van de republikeinse opportunisten.
Ondanks het katholicisme van de Waldeck-Rousseaus steunde hij als Kamerlid de antiklerikale wetsvoorstellen van Léon Gambetta en Jules Ferry. Hij stemde vóór de opheffing van het verbod op zondagswerk en vastendagen en de introductie van een eenjarige militaire dienstplicht voor seminaristen. Ook stemde hij voor het wetsvoorstel dat echtscheiding legaliseerde.

## Minister
Waldeck-Rousseau 14 november 1881 tot 30 januari 1882 minister van Binnenlandse Zaken in het kabinet-Gambetta en van 23 februari 1883 tot 6 april 1885 bekleedde hij dezelfde post in het kabinet-Ferry.
De opheffing van het verbod op zondagswerk en vastendagen maakte hem in eerste instantie niet geliefd bij de arbeiders, maar zijn inzet voor de legalisatie van vakbonden op 21 maart 1884 (Loi Waldeck-Rousseau) deed zijn aanzien onder arbeiders toenemen.
In 1886 stapte hij uit de politiek en wijdde zich aan zijn werk als advocaat in Parijs. Zijn meest geruchtmakende zaak was de verdediging van Ferdinand de Lesseps in 1893.
In 1894 keerde Waldeck-Rousseau weer terug in de politiek. Hij werd voor het departement Loire in de Senaat (Sénat) gekozen. In 1895 deed hij, gesteund door de rechtse republikeinen, een gooi naar het presidentschap. Zijn tegenstander Félix Faure werd echter gekozen. Waldeck-Rousseau verwierf 184 stemmen. Spoedig zou Waldeck-Rousseau zich ontwikkelen tot politiek tegenstander van de rechtse republikeinen.

## Minister-president
Toen de Dreyfusaffaire op haar hoogtepunt was vormde Waldeck-Rousseau het zogenaamde Bloc Républicain ("Republikeinse Blok"), bestaande uit de diverse progressieve republikeinse partijen, de radicalen en de socialisten. Op 22 juni 1899 werd hij door president Émile Loubet tot premier (Président du Conseil) benoemd van een kabinet van het Bloc Républicain. Waldeck-Rousseau nam ook de ministersposten van Binnenlandse Zaken en Kerkelijke Zaken. In het kabinet-Waldeck-Rousseau werd voor het eerst een socialist, Alexandre Millerand, opgenomen. Ook zat generaal Gaston de Galliffet, onderdrukker van de Commune van Parijs, in de regering. Deze zeer heterogene regering had tot voornaamste taak de Dreyfusaffaire te beëindigen.
Omdat er een socialist in de regering was opgenomen werden er sociale wetten doorgevoerd: op 30 maart 1900 kwam er een wet die kinder- en vrouwenarbeid reguleerde, gevolgd op 30 september 1900 door een wet die de elfurige werkdag invoerde.
Kort na de vorming van de regering stond Alfred Dreyfus opnieuw terecht. De rechtszaak vond plaats in het lyceum van Rennes, de enige plaats aldaar waar plaats was voor de zeshonderd mensen die de zaak bijwoonden. Voor de aanvang van het proces had Waldeck-Rousseau de rechters verzekerd dat hij hen de vrije hand gaf. Weer werd Dreyfus schuldig bevonden. Waldeck-Rousseau bood Dreyfus daarop gratie aan, op voorwaarde dat hij geen eerherstel zou nastreven. Op 19 september 1900 werd Dreyfus in vrijheid gesteld. Extreem rechts was verbolgen en gewelddadige acties leken onvermijdelijk. Dankzij Waldeck-Rousseaus doordachte optreden werden ernstige wanordelijkheden voorkomen. Op 19 december verkreeg Dreyfus officieel amnestie. Zeven jaar later, op 12 juni 1906, werd Dreyfus vrijgesproken en gerehabiliteerd.
Na de Dreyfusaffaire trachtte Waldeck-Rousseau een einde te maken aan de invloed van de katholieke congregaties. Hij ontwierp een wet die congregaties onderwierp aan de staatsmacht. In juni 1901 stemden de beide kamers van het Franse parlement vóór deze zgn. Verenigingswet van 1901. Voortaan mochten orden en congregaties alleen actief zijn in Frankrijk wanneer zij door het parlement waren "geautoriseerd". De geautoriseerde orden mochten ook les blijven gegeven. In de ogen van Waldeck-Rousseau konden de meeste orden gewoon les blijven geven aan de jeugd, maar die orden die duidelijk antirepublikeins waren, zouden geen vergunning meer krijgen. Er rees verzet van rechts, die gekant was tegen deze wet die zij als antikatholiek beschouwden. Ultraradicalen (Émile Combes) vonden de wet niet ver genoeg gaan. In de aanloop naar de parlementsverkiezingen bestreden de rechtse en linkse partijen elkaar. De progressieve republikeinse partijen behaalden echter een verkiezingszege.
Na de verkiezingsoverwinning, die hij zag als een overwinning van de Verenigingswet, achtte Waldeck-Rousseau zijn taak volbracht. De aan alvleesklierkanker lijdende Waldeck-Rousseau nam op 7 juni 1902 ontslag. Hij werd opgevolgd door de ultraradicale Émile Combes, die bekendstond om zijn uitgesproken antiklerikalisme. De Verenigingswet van 1901 werd, geheel tegen de zin van Waldeck-Rousseau, onder handen genomen en dusdanig veranderd dat het ordegeestelijken werd verboden om les te geven aan kinderen. Als senator stemde hij tegen de herziene Verenigingswet van Combes. Toen deze werd aangenomen nam hij uit protest ontslag omdat hij vond dat zijn "loi de contrôle" (controlewet) werd vervangen door Combes' "loi d'exclusion". Uiteindelijk bestreed Waldeck-Rousseau de scheiding van Kerk en Staat die hij gevaarlijk achtte.
René Waldeck-Rousseau overleed op 57-jarige leeftijd, op 10 augustus 1904 te Corbeil, departement Marne.

## Trivia
- Hij typeerde zichzelf als de "belangrijkste persoonlijkheid in de Franse politiek sinds het overlijden van Gambetta."

## Werken
- Associations et congregations (1899)
- Questions societies (1900)
- Discours parlementaires (1889)
- Pour la rebublique, 1883-1903 (1904) (red. H. Leyret)
- L'état et la liberté (1906) (red. H. Bardoux)
- Plaidoyers (1906) (red. H. Bardoux)